# یواس‌اس ال‌سی‌آی (ال)-۱۰۹۱
یواس‌اس ال‌سی‌آی(ال)-۱۰۹۱ (به انگلیسی: USS LCI(L)-1091) یک کشتی بود که طول آن ۱۵۸ فوت ۵٫۵ اینچ (۴۸٫۲۹۸ متر) بود.